# Feliks West
Feliks Wiktor West (ur. 3 listopada 1846 w Výravie, zm. 18 stycznia 1946 w Nowym Sączu) – polski księgarz, drukarz i wydawca.

## Życiorys
Urodził się 3 listopada 1846 roku w Výravie na Słowacji. Po ukończeniu szkoły realnej w Samborze, rodzice oddali młodego Feliksa do księgarni Jana Rosenheima w Samborze na naukę zawodu księgarza. W roku 1864 zaczął pracować w księgarni Rosenheima w Brodach. W latach 1871–1878 praktykował u Wilda we Lwowie, aby dokształcić się zawodowo i poznać całokształt prac księgarskich. W kwietniu 1878 roku wrócił do Brodów, i ponownie podjął pracę u Rosenheima oraz ożenił się z jego córką Felicją (1858–1889). W 1882 przejął od teścia księgarnię, która od 1886 roku nosiła nazwę „Księgarnia Feliksa Westa w Brodach”. W 1888 roku odkupił od Rosenheima drukarnię. W latach 1912–1914 funkcjonowała filia brodzkiej drukarni we Lwowie. Do 1914 roku wydał 350 dzieł literackich i naukowych. Publikował też serie: Powiastki Ojczyste dla Młodzieży Szkolnej Polskiej (1891–1892), Arcydzieła Polskich i Obcych Pisarzy (1902–1914), Epos. Najznakomitsze poemata epickie wszystkich krajów i narodów w streszczeniach i wyciągach (1908–1912), Nasi Wielcy Pisarze (1911).
Oprócz pracy zawodowej działał społecznie. W latach 80. XIX w. przyczynił się do powstania w Brodach Stowarzyszenia Rękodzielników „Gwiazda”, Towarzystwa Szkoły Ludowej, Towarzystwa „Młodzież Polska”, Gniazda PTG Sokół. W latach 1884–1928 był członkiem Rady Miejskiej, w tym także wiceburmistrzem. W latach 1890–1926 był radcą Izby Przemysłowo-Handlowej we Lwowie oraz wiceprezesem i prezesem tej Izby.
W czasie I wojny światowej firma uległa zniszczeniu. Po wojnie Feliks West otworzył i prowadził już tylko księgarnię. W roku 1918 został prezesem Związku Dzielnicowego Księgarstwa Polskiego we Lwowie. W 1924 roku Związek Księgarzy Polskich mianował Westa członkiem honorowym.

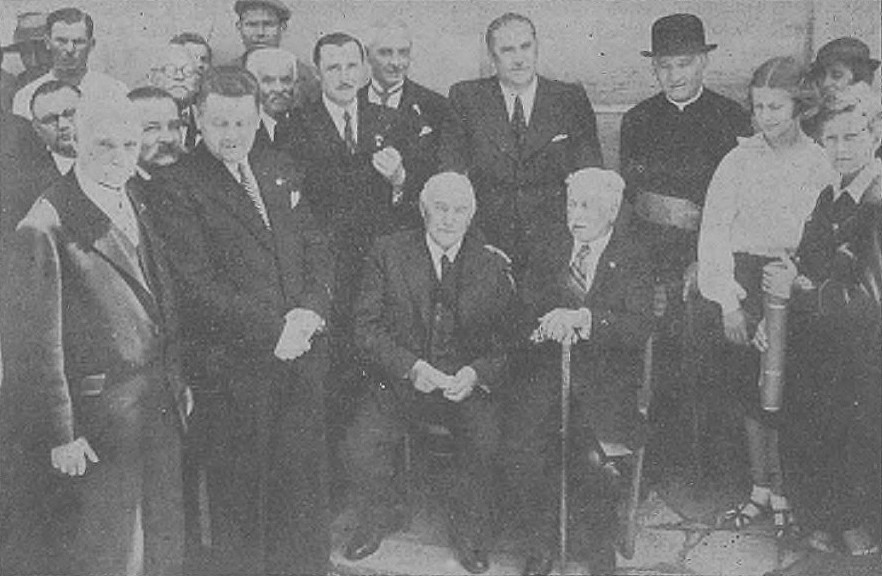
Jubileusz Feliksa Westa w 1938

Do rozwoju firmy przyczynili się także synowie Westa: Feliks Jan (1880–1929), który kierował firmą w latach (1920–1929). Młodszy jego syn Wilhelm Antoni (1884–1920) był typografem. W 1938 obchodził brylantowe gody. Z okazji 75-lecia pracy księgarskiej, Rada Miejska w Brodach nadała jubilatowi tytuł honorowego obywatela miasta i nazwała jedną z ulic jego imieniem. Firma Westa istniała do grudnia 1939.
W czasie II wojny światowej mieszkał w Brodach (do lutego 1944) i Lwowie. Od maja do sierpnia 1944 roku mieszkał u swego wnuka Andrzeja w Klęczanach k. Nowego Sącza, potem zamieszkał w Nowym Sączu, gdzie zmarł 18 stycznia 1946 roku. Został pochowany na cmentarzu w Nowym Sączu (kwatera 37-1-29).

## Ordery i odznaczenia
- Krzyż Kawalerski Orderu Odrodzenia Polski (1938[2][3], udekorowany w lipcu 1939[4])
- Złoty Krzyż Zasługi (1935)
- Srebrny Krzyż Zasługi (10 listopada 1933)[5]
- Złoty Wawrzyn Akademicki (5 listopada 1938)[6]